# Dawn FM
Dawn FM är det femte studioalbumet av den kanadensiska sångaren The Weeknd. Albumet släpptes den 7 januari 2022 och innehåller gästuppträdanden från Tyler, the Creator, Lil Wayne, Quincy Jones och Josh Safdie, samt Jim Carrey som berättarröst. Albumet producerades av The Weeknd, Max Martin, Oneohtrix Point Never, Oscar Holter, Calvin Harris och Swedish House Mafia.
Albumet är en uppföljare till The Weeknds förra album After Hours och är ett konceptalbum. Han själv har beskrivit albumets koncept som en radiostation som guidar lyssnaren från döden in i livet efter döden, "som en resa mot ljuset i tunneln".

## Bakgrund
I mars 2020 släpptes After Hours, The Weeknds fjärde album. Albumet hyllades som hans bästa hittills och innehöll flera hitsinglar så som Blinding Lights, Save Your Tears och In Your Eyes. Runt albumets release började coronaviruset spridas runt världen, vilket The Weeknd själv refererade till när han pratade om sina framtida projekt.
"I might have another album ready to go before this quarantine is over" - The Weeknd i en intervju med Rolling Stone
Våren 2021 började han hinta om att ett nytt album var nära i en intervju med Variety;
"If the last album is the After Hours of the night, then The Dawn is coming"
Take My Breath släpptes som albumets första singel den 6 augusti 2021 och The Weeknd berättade senare i oktober att hans nästa album var klart, men att han väntade på vissa personer som skulle på något sätt vara inblandade på albumet, personer som "inspirerat honom både som barn och vuxen".
1 januari 2022 meddelade The Weeknd via sina sociala medier att han "funderar på att släppa sitt album nu, eftersom allting blivit kaotiskt igen", även här refererande till coronapandemin. Två dagar senare, den 3 januari, annonserade han genom en videotrailer albumets namn och att dess releasedatum var senare samma vecka, den 7 januari. En ny trailer släpptes ytterligare två dagar senare, den 5 januari, där låtlistan avslöjades.
Några dagar efter albumets release, den 12 januari, släpptes en deluxeutgåva, kallad Dawn FM (Alternate World) med tre extra låtar. Utgåvan har i efterhand uppdaterats och innehåller istället 8 extra låtar.

## Låtlista
| 1.  | Dawn FM | 1:36 |
| 2.  | Gasoline | 3:32 |
| 3.  | How Do I Make You Love Me?                                                                                  | 3:34 |
| 4.  | Take My Breath (albumet innehåller den förlängda versionen av Take My Breath, singelutgåvan är endast 3:40) | 5:39 |
| 5.  | Sacrifice                                                                                                   | 3:08 |
| 6.  | A Tale By Quincy                                                                                            | 1:36 |
| 7.  | Out of Time                                                                                                 | 3:34 |
| 8.  | Here We Go...Again (feat. Tyler, the Creator)                                                               | 3:29 |
| 9.  | Best Friends                                                                                                | 2:43 |
| 10. | Is There Someone Else?                                                                                      | 3:19 |
| 11. | Starry Eyes                                                                                                 | 2:28 |
| 12. | Every Angel is Terrifying                                                                                   | 2:47 |
| 13. | Don't Break My Heart                                                                                        | 3:25 |
| 14. | I Heard You're Married (feat. Lil Wayne)                                                                    | 4:23 |
| 15. | Less Than Zero                                                                                              | 3:31 |
| 16. | Phantom Regret by Jim                                                                                       | 2:59 |

| 17. | Moth To A Flame (with The Weeknd) (av Swedish House Mafia)                | 3:54 |
| 18. | Dawn FM - OPN Remix (med Oneohtrix Point Never)                           | 3:03 |
| 19. | How Do I Make You Love Me? - Sebastian Ingrosso & Salvatore Ganacci Remix | 3:37 |
| 20. | Sacrifice (Remix) (med Swedish House Mafia)                               | 3:58 |
| 21. | Out of Time - KAYTRANADA Remix                                            | 4:35 |
| 22. | Best Friends - Remix (med Summer Walker)                                  | 2:55 |
| 23. | Starry Eyes - MIKE DEAN Remix                                             | 3:18 |
| 24. | Take My Breath - Single Version                                           | 3:40 |